# Dijon
Dijon ([diˈʒɔ̃] (uitspraakⓘ) is de hoofdstad en grootste stad van het departement Côte-d'Or en van de regio Bourgogne-Franche-Comté, waartoe Côte-d'Or behoort. Het kende zijn glorietijd onder Filips de Stoute, Jan Zonder Vrees, Filips de Goede en Karel de Stoute toen het de hoofdstad was van het Franse deel van het Hertogdom Bourgondië. De gemeente telde 159.941 inwoners op 1 januari 2022.
Dijon is bekend van zijn mosterd en in het algemeen voor zijn gastronomie.

## Geschiedenis
Dijon was een Gallo-Romeinse stad, ontstaan als vicus aan de weg van Chalon-sur-Saône naar Langres. De naam Dijon is afkomstig van het Latijnse Divio (heilig). Aan het einde van de 3e eeuw trokken de bewoners zich terug in een kleine ommuurde stad. Voor de bouw van de 9 meter hoge en 4,5 m brede muren maakten ze gebruik van stenen van monumenten en van grafstenen. In de 5e eeuw bouwden de bisschoppen van Langres een residentie in deze relatief veilige stad. Ze bouwden ook twee kerken en een baptisterium. Buiten de stadsmuren werd de Abdij Saint-Bénigne gebouwd. In de 9e eeuw vestigden de Karolingische burggraven zich in de stad, op de plaats van het latere hertogelijk paleis.
Vanaf de 11e eeuw won Dijon aan belang toen het onderdeel werd van het hertogdom Bourgondië. De stad was dan al gegroeid buiten de oude omwalling. In 1137 werd de stad voor een groot deel verwoest in een stadsbrand. De hertogen van Bourgondië herbouwden de stad. Ze kreeg een stadsmuur met 11 grote en kleine poorten en 18 torens rond een gebied van 97 ha. In 1183 kreeg Dijon stadsrechten.
De stad kende haar glorietijd vanaf 1301 als hoofdstad van de hertogen van Bourgondië die er hun paleis bouwden en de stad architecturaal verfraaiden. Verschillende grote kunstenaars werkten aan het hof, zoals André Beauneveu, Claus van de Werve, Melchior Broederlam en Claus Sluter. In 1476, na de dood van Karel de Stoute, kwam het hertogdom in handen van de Franse koning Lodewijk XI. Dijon werd de zetel van het Parlement van Bourgondië en werd verder verfraaid door toedoen van de prinsen de Condé. Als grensstad met Franche-Comté werd Dijon ook verder versterkt.
In de 18e eeuw beleefde de stad een nieuwe bloeitijd, met de stichting van een universiteit (1722), een school voor schone kunsten en de oprichting van een bisschopszetel (1731). De stad telde talrijke kloosters en groeide buiten de stadsmuur die overbodig was geworden na 1678 en de aanhechting van Franche-Comté bij Frankrijk.

### Moderne tijd
In 1833 werd het Bourgondisch Kanaal geopend, na 50 jaar werken, en in 1851 werd het spoorwegstation geopend. Er kwam industrie in de stad en de bevolking groeide aan. Na de Frans-Duitse Oorlog werd Dijon opnieuw militair versterkt en werden er soldaten gelegerd.
De stad werd onder de Duitse bezetting in de Tweede Wereldoorlog zwaar beschadigd. Tijdens de Trente Glorieuses na de oorlog groeide de stad verder met hoogbouw, de universitaire campus van Montmuzard, een regionaal ziekenhuis en de aanleg van autosnelwegen. De verstedelijkte oppervlakte verdubbelde.

## Verkeer en vervoer

### Waterwegen
Al in 1832 wordt de stad verbonden door middel van het Bourgondisch Kanaal met de Saône, een zijrivier van de Rhône, en Yonne, een zijrivier van de Seine. Door zijn beperkte breedte is dit kanaal alleen nog in gebruik door de pleziervaart.

### Spoorwegen
In de gemeente liggen de spoorwegstations Dijon-Porte-Neuve en Dijon-Ville.
Dijon ligt aan de spoorlijn Paris-Lyon - Marseille-Saint-Charles van de vroegere spoorwegmaatschappij Compagnie des chemins de fer de Paris à Lyon et à la Méditerranée (PLM). Al in 1851 was de stad bereikbaar vanuit Parijs. Dijon ontwikkelde zich als een spoorknooppunt in het oosten van Frankrijk, met internationale verbindingen naar Zwitserland, Luxemburg, België en Italië. Met de opening van de hogesnelheidslijn Paris Sud-Est in 1981 stopten de treinen Parijs - Lyon en verder niet meer in Dijon. Wel heeft Dijon een aansluiting op de LGV Paris Sud-Est en op de nieuwe hogesnelheidslijn Rhin-Rhône. Sommige TGV's van de Parijs - Basel verbinding stoppen nu in Dijon.

### Openbaar vervoer stad
Het openbaar vervoer in de stad en omgeving (Grand Dijon) wordt uitgevoerd door Divia, een concessie verleend aan Keolis. In september 2012 is een tramnet met twee lijnen geopend. Daarnaast rijden er verschillende buslijnen:
- 5 hoogwaardige "Lian" buslijnen.
- 14 ontsluitende B-buslijnen
- 4 Proxi (buurtlijnen), sommige op afroep
- 2 Flexo-lijnen. Zij rijden als vaste dienst vanaf de tramhalte naar industriezones. Voor de terugreis moet gebeld worden.

## Bezienswaardigheden

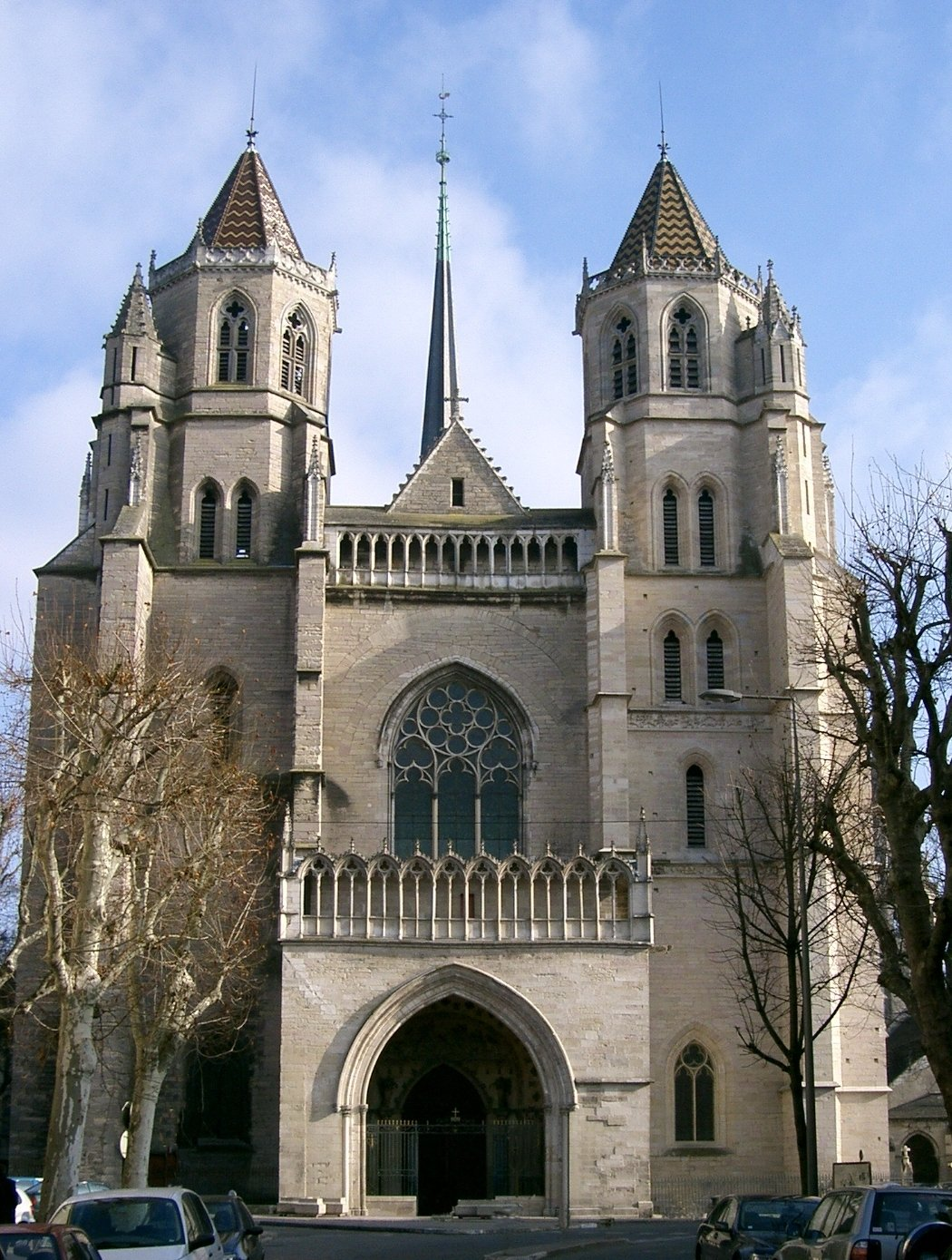
De kathedraal van Dijon

Het historisch centrum van Dijon telt op een oppervlakte van 97 hectare ongeveer 3000 gebouwen uit verschillende tijdperken. Een vijftigtal gebouwen en 120 zogeheten hôtels parlementaires (private stadspaleizen uit de 15e eeuw, vaak met een gevel in stucwerk) zijn beschermde monumenten.
- De Kathedraal van Dijon is de bekendste van in totaal wel 8 monumentale kerkgebouwen in de stad
- De Église Saint-Jean
- De Église Saint-Michel
- De Église Notre-Dame
- De Église Saint-Philibert
- De Église du Sacré-Cœur
- Het Musée des Beaux-Arts de Dijon in het Paleis van de hertogen van Bourgondië, een van Frankrijks grootste musea met de praalgraven van Filips de Stoute, Jan zonder Vrees en Margaretha van Beieren
- De Cité internationale de la gastronomie et du vin, een centrum over wijn en gastronomie
- De Mozesput in de voormalige Champmol
- Het Lac Kir, een kunstmatig meer, genoemd naar Félix Kir

### Galerij

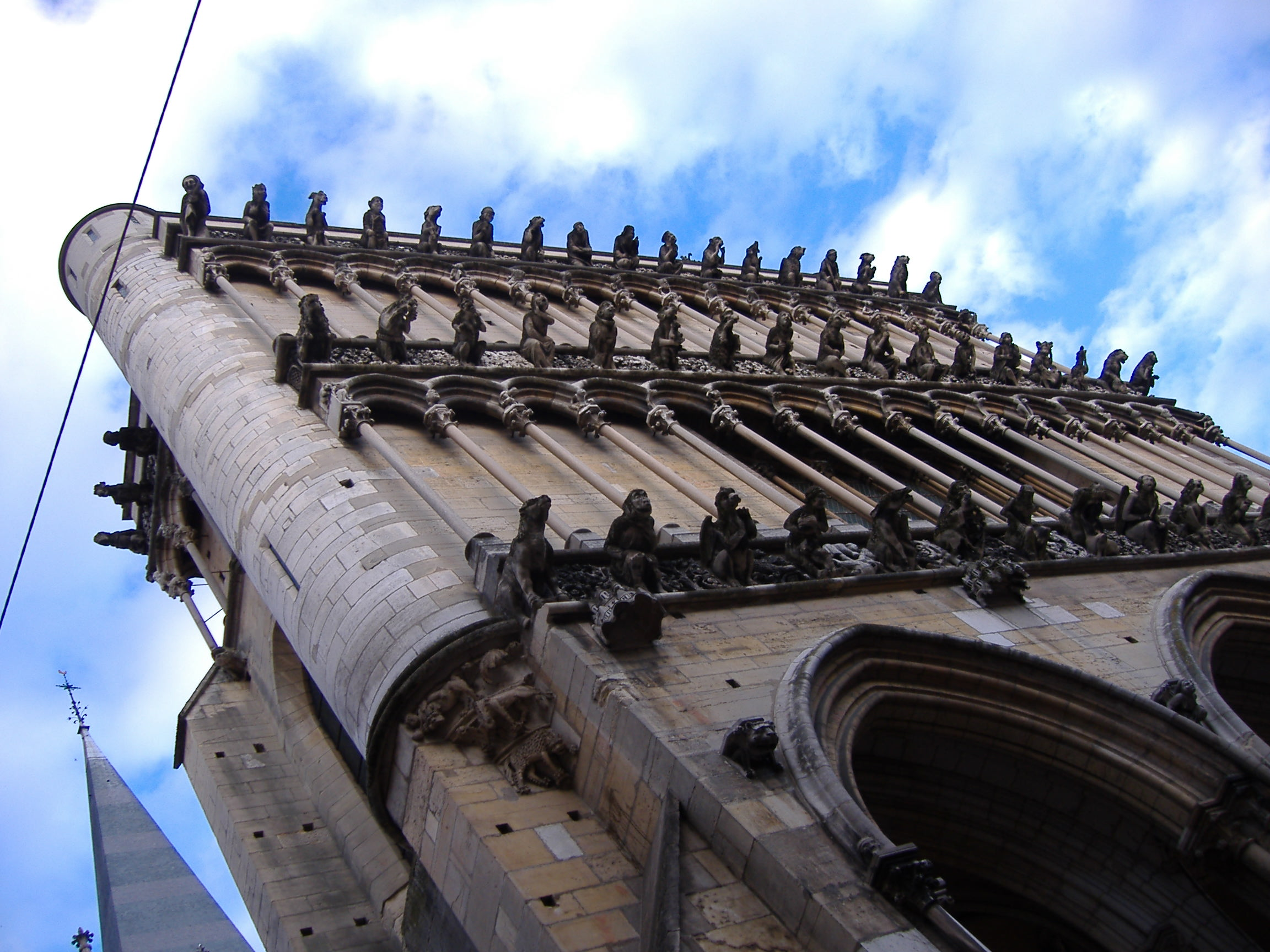
Waterspuwers op de voorgevel van de 13e-eeuwse Notre Dame van Dijon
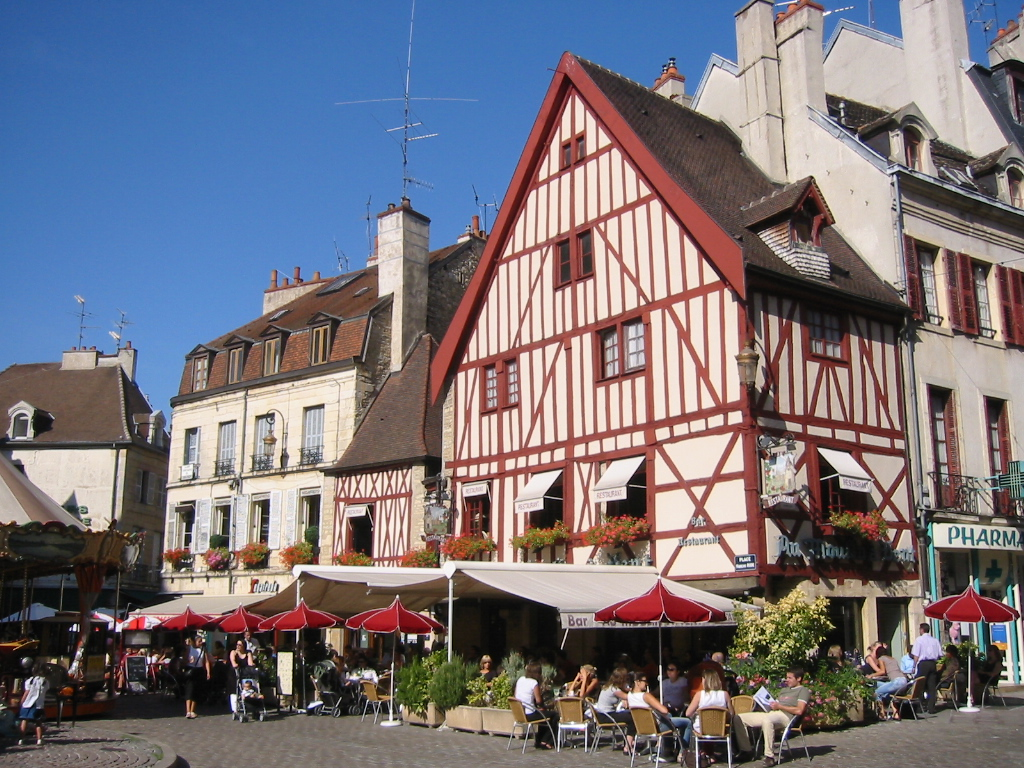
Place François Rude
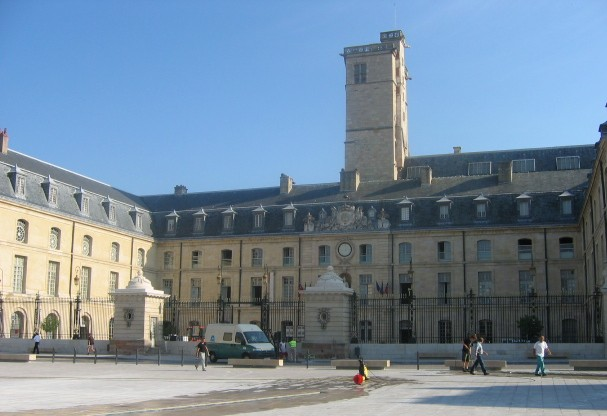
Paleis van de hertogen van Bourgondië
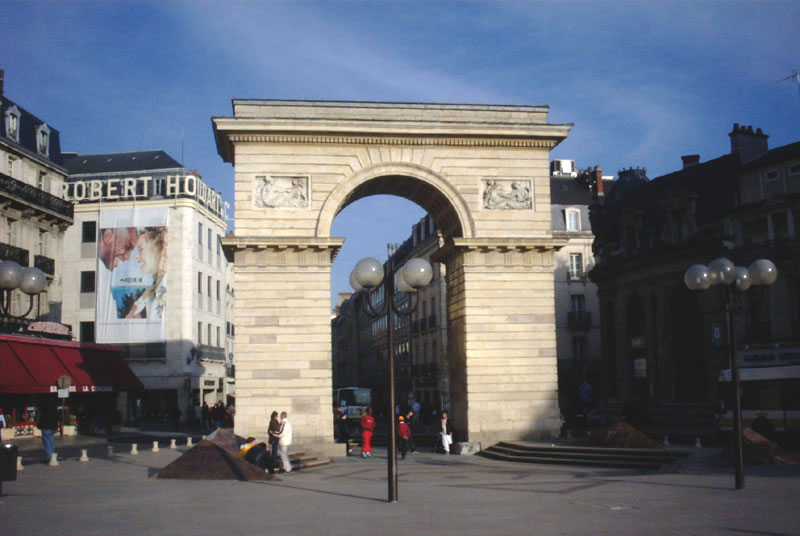
Arc de Triomphe, Porte Guillaume
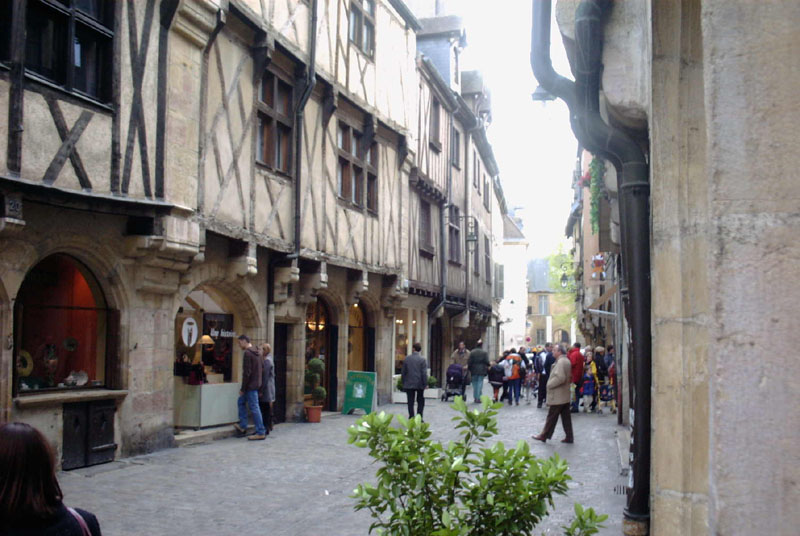
Typische straat in het oude centrum van Dijon

## Onderwijs
- De Universiteit van Bourgondië
- De Burgundy School of Business

## Sport
In het seizoen 2011/12 speelde de plaatselijke voetbalclub Dijon FCO voor het eerst in Ligue 1, maar is meteen weer gedegradeerd. In 2016 lukte het echter opnieuw om te promoveren. Dijon FCO speelt in het Stade Gaston Gérard.
Dijon is 18 keer etappeplaats geweest in de wielerkoers Ronde van Frankrijk. Onder meer Gerrie Knetemann, Bernard Hinault en Laurent Fignon wonnen in Dijon. De laatste ritwinnaar in Dijon was in 2024 de Nederlander Dylan Groenewegen.

## Geografie
De oppervlakte van Dijon bedroeg op 1 januari 2022 41,59 vierkante kilometer; de bevolkingsdichtheid was toen 3.845,7 inwoners per km².
De stad ligt aan de samenvloeiing van de Ouche en de Suzon. Ook het Bourgondisch Kanaal loopt door Dijon.
De onderstaande kaart toont de ligging van Dijon met de belangrijkste infrastructuur en aangrenzende gemeenten.

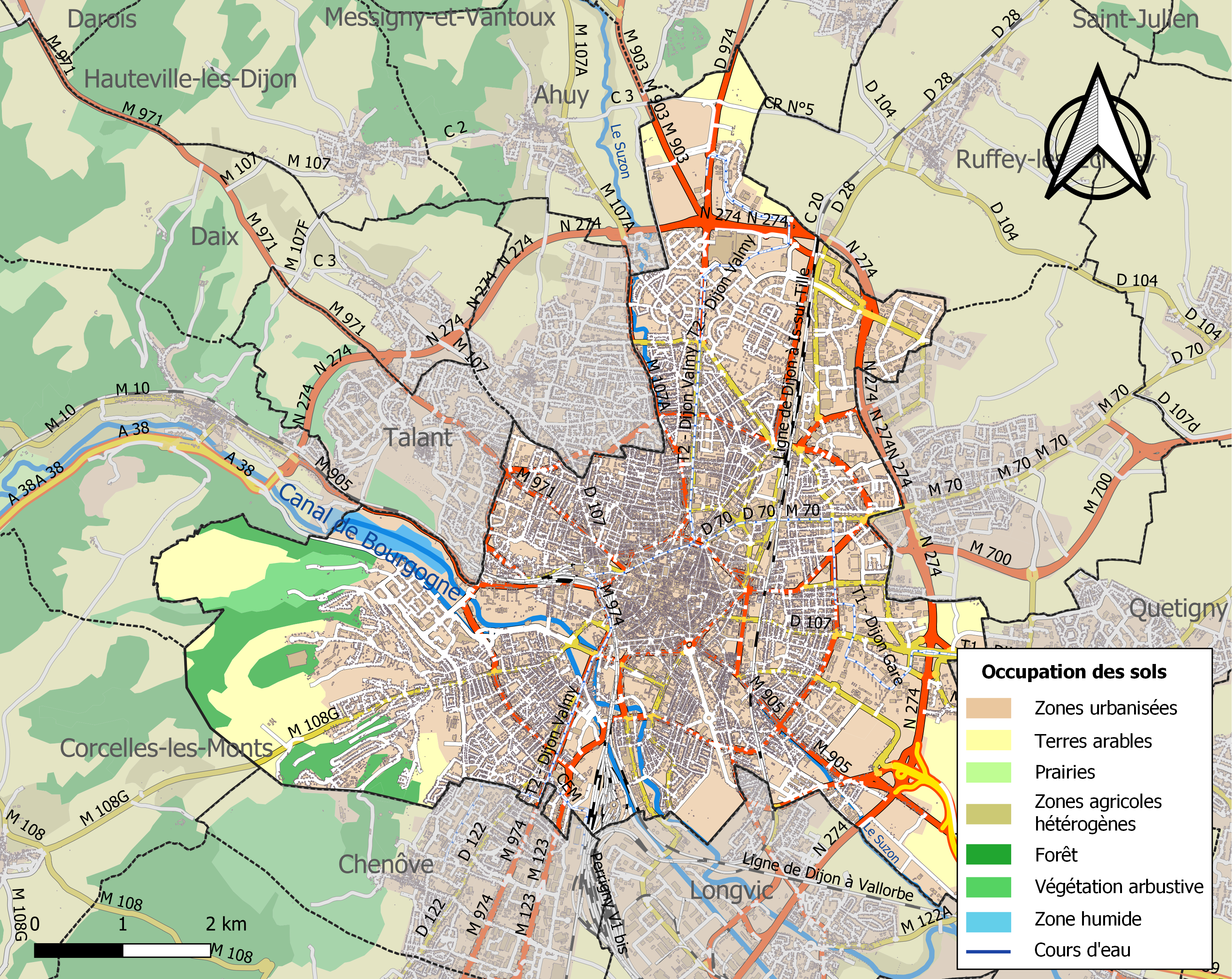

## Demografie
Verloop van het inwonertal sinds 1962:

## Stedenbanden
- Cluj-Napoca (Roemenië)
- Mechelen (België)
- York (Engeland)
- Dallas (Verenigde Staten)
- Skopje (Macedonië), sinds 1961[5]

## Bekende inwoners van Dijon

### Geboren

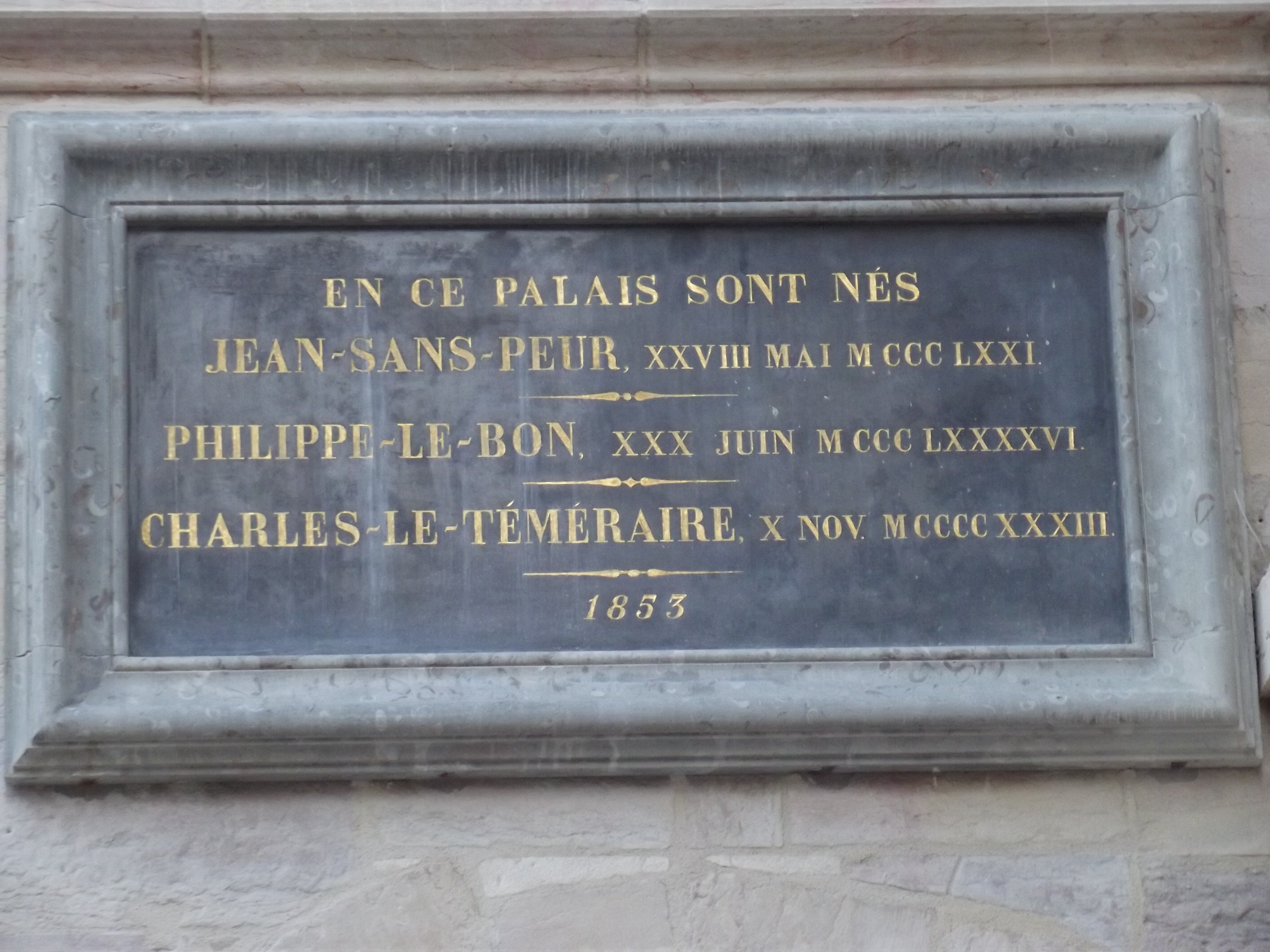
Hertogelijk paleis waar drie bekende hertogen zijn geboren.

- Jan zonder Vrees (1371-1419), hertog van Bourgondië
- Filips de Goede (1396-1467), hertog van Bourgondië
- Karel de Stoute (1433-1477), hertog van Bourgondië
- Johanna Francisca de Chantal (1572-1641), heilige
- Jacques-Bénigne Bossuet (1627-1704), bisschop en schrijver
- Jean-Philippe Rameau (1683-1764), componist, muziekpedagoog en muziektheoreticus
- Claude Balbastre (1724-1799), componist, klavecinist en organist
- Joseph Jacotot (1770-1840), pedagoog
- François Rude (1784-1855), beeldhouwer
- Étienne Cabet (1788-1856), filosoof, politicus en utopist
- Henry Darcy (1803-1858), wetenschapper op het gebied van de hydraulica
- Mathurin Moreau (1822-1912), beeldhouwer
- Gustave Eiffel (1832-1923), constructeur
- Maurice Blondel (1861-1949), katholiek filosoof
- Roger Guillemin (1924-2024), Frans-Amerikaans endocrinoloog en Nobelprijswinnaar (1977)
- Jean-Pierre Marielle (1932-2019), acteur
- Claude Jade (1948-2006), actrice
- Jérôme Golmard (1973-2017), tennisser
- Anne-Caroline Chausson (1977), mountainbikester en BMX-ster
- Benjamin Darbelet (1980), judoka
- Geoffrey Bouchard (1992), wielrenner
- Henri-François Renard-Haquin (2002), wielrenner

### Overleden
- Elisabeth van de Drie-eenheid (1880-1906), heilige

- Marcelle Bühler (1913-2002), Zwitserse alpineskister